# SMS Scharnhorst
SMS Scharnhorst byl pancéřový křižník německého císařského námořnictva stejnojmenné třídy. Byl dokončen v říjnu 1907 v loděnicích Blohm & Voss. Projekt byl větší, rychlejší a lépe vyzbrojený než předcházející třída Roon s podobným pancéřováním. Scharnhorst a jeho sesterská loď Gneisenau byly v první světové válce součástí německé Východoasijské eskadry admirála von Spee. Nejprve na hlavu porazily britskou eskadru v bitvě u Coronelu, aby už o měsíc později byly oba potopeny v bitvě u Falklandských ostrovů.

## Konstrukce
Výtlak 137 metrů dlouhého plavidla činil 11 600 t. K jeho provozu bylo třeba 765členné posádky. Hlavní výzbroj lodí tak tvořilo osm 210mm kanónů (o čtyři více než u předchozí třídy Roon), z nichž čtyři z nich byly ve dvou dvouhlavňových věžích a čtyři v kasematech. Sekundární ráži představovalo šest 150mm kanónů v kasematech. Lodě dále nesly osmnáct 88mm kanónů a čtyři torpédomety ráže 450mm. Pancéřován byl bočním pancéřovým pásem o síle 150mm a pancéřovou palubu o síle 55mm. Rovněž velitelská věž byla chráněna, tentokrát pancířem o síle 170mm. Scharnhorst poháněly tři trojexpanzní parní stroje o výkonu 19000 kW, roztáčející trojici lodních šroubů. Nejvyšší rychlost dosahovala rychlost 23,5 uzlu. Operační radius byl 4800 námořních míl při rychlost okolo 14 uzlů.

## Osud
Scharnhorst byla vlajkovou lodí německé Východoasijské eskadry viceadmirála von Spee. Eskadra se 1. listopadu 1914 střetla v bitvě u Coronelu s britskou eskadrou, kterou jednoznačně porazila. Scharnhorst v bitvě potopil britský pancéřový křižník HMS Good Hope. Britové poté do oblasti vyslali mnohem větší síly a se Speeovou eskadrou se znovu střetli v bitvě u Falkland, ve které měly naopak převahu oni. Scharnhorst byl ve střetnutí potopen palbou britských bitevních křižníků HMS Invincible a HMS Inflexible během svého pokusu krýt ústup německých lehkých křižníků. Zahynula celá posádka včetně velitele eskadry admirála von Spee.

## Nález vraku
Dne 4. prosince 2019 byl zachovalý vrak Scharnhorstu objeven pracovníky společnosti Maritime Heritage Trust, která usiluje o lokalizace vraků všech plavidel potopených v bitvě u Falkland. První neúspěšný pokus o jeho lokalizaci přitom proběhl už v prosinci 2014. Roku 2019 bylo hledání obnoveno pomocí plavidla Seabed Constructor vybaveného čtyřmi podmořskými drony. Vrak byl, po třech dnech pátrání, objeven 98 námořních mil jihovýchodně od Port Stanley v hloubce 1610 metrů.

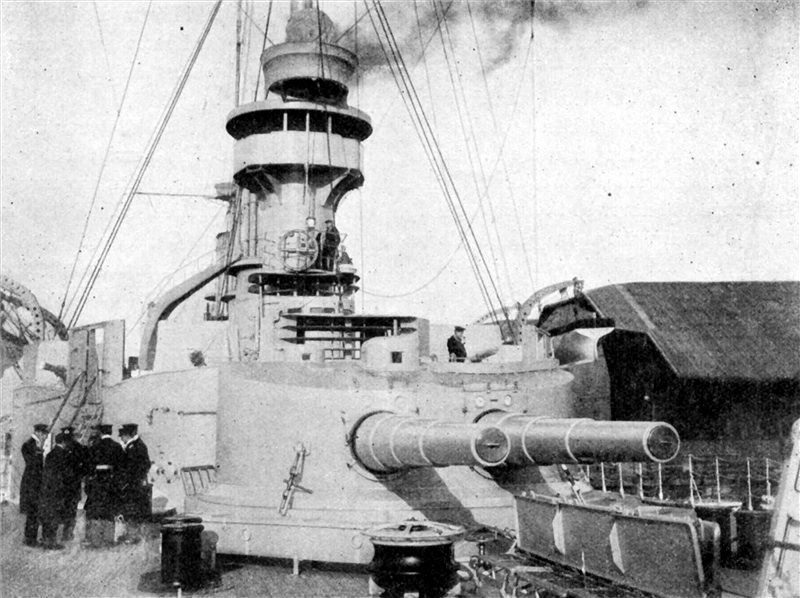
Hlavní dělová věž Scharnhorstu s kanóny ráže 210mm
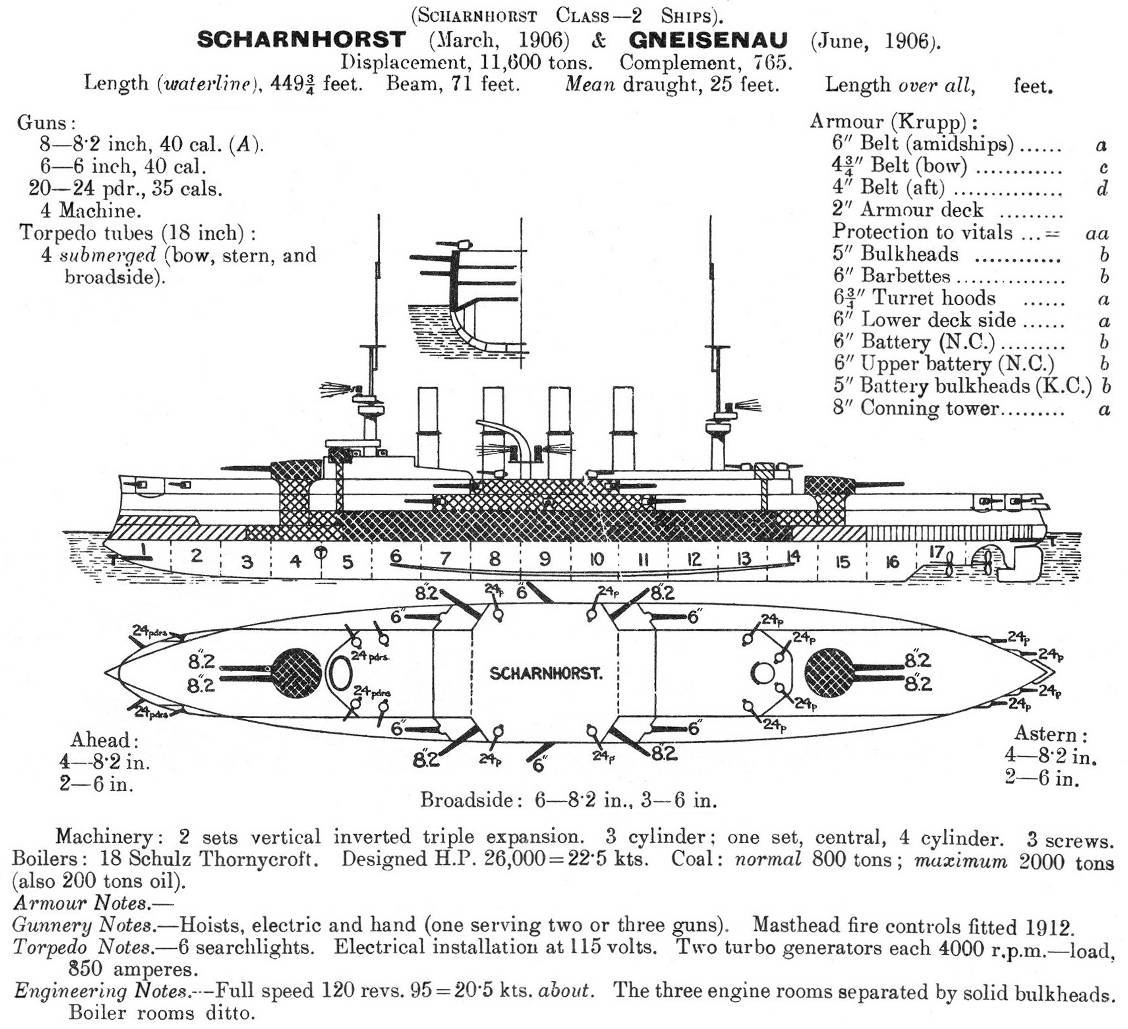
Diagram pancéřových křížníků třídy Scharnhorst - (Janes 1914). Rozměry jsou udány v palcích a stopách.
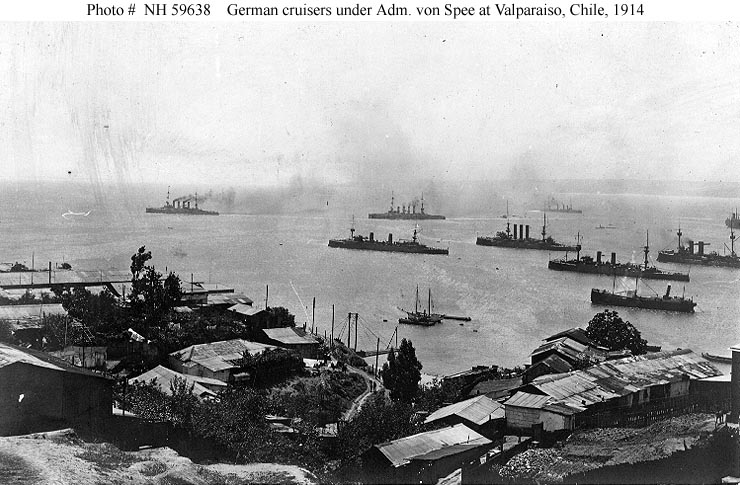
Speeova eskadra opouští, krátce po bitvě u Coronelu, chilský přístav Valparaíso. Eskadru vedou oba pancéřové křižníky, nacházející se vlevo vzadu.